# Grądzień
Grądzień (kaszb. Grądzéń, niem. Gründen) – osada w Polsce, w województwie pomorskim, w powiecie bytowskim, w gminie Miastko.
Miejscowość położona na Pojezierzu Bytowskim.
W latach 1975–1998 miejscowość administracyjnie należała do województwa słupskiego.